# Киселёв, Максим Юрьевич
Максим Юрьевич Киселёв (род. 1986) — российский биатлонист, призёр чемпионата России по биатлону. Мастер спорта России.

## Биография
В начале карьеры представлял Камчатский край, города Петропавловск-Камчатский и Елизово, тренер Марков Андрей Леонидович. Во второй половине 2000-х годов представлял Москву и Московскую область. В 2010-е годы снова представлял Камчатский край.
На чемпионате России в 2008 году стал бронзовым призёром в командной гонке в составе сборной Московской области, в 2009 году — бронзовым призёром в командной гонке и эстафете в составе сборной Москвы.
Неоднократный победитель и призёр чемпионата и Кубка Камчатского края.